# Агура Хилс
Агура Хилс (на английски: Agoura Hills) е град в окръг Лос Анджелис, Калифорния, Съединени американски щати. Населението му е 20 692 души (по приблизителна оценка за 2017 г.).
В Агура Хилс е роден музикантът Майк Шинода (р. 1977), както и порноактрисата Дженифър Уайт, родена в 1988г.